# Guilty Gear Xrd
Guilty Gear Xrd (ギルティギア イグザード?, Giruti Gia Iguzādo) è un picchiaduro sviluppato dalla Arc System Works, il settimo capitolo (e il sedicesimo in totale) del franchise Guilty Gear. Sviluppato tramite l'Unreal Engine 3, con grafiche in cel-shading al posto degli sprite tradizionali disegnati a mano, il gioco segue la trama del titolo precedente Guilty Gear 2: Overture, e rappresenta un nuovo arco narrativo, ossia l'arco narrativo Xrd per ora diviso in due capitoli
Il primo è Guilty Gear Xrd -Sign-, ed è il settimo capitolo della serie nonché il primo dell'arco narrativo Xrd. È uscito nei cabinati arcade il 20 febbraio 2014, e nel dicembre dello stesso anno per le versioni PlayStation 3 e 4 in Giappone e Nord America. In Europa è uscito per quelle versioni in esclusiva digitale il mese di giugno 2015, e sempre in Europa è uscito il 9 dicembre 2015 su Steam per Microsoft Windows. Il gioco è stato lodato per le sue nuove grafiche e il suo gameplay, ma criticato per la modalità storia non interattiva e il roster dei personaggi piuttosto ridotto (anche se ingrandito dalle suddette espansioni).
Il secondo è Guilty Gear Xrd -Revelator- ed è contemporaneamente sia l'ottavo capitolo canonico della serie sia il secondo capitolo dell'arco narrativo Xrd, uscito per console tra maggio e giugno 2016. Ne è seguito un aggiornamento intitolato Guilty Gear Xrd -Rev 2-, annunciato all'Arc System Works Fighting Game Award 2016 il 14 gennaio 2017 e pubblicato a marzo 2017 nei cabinati arcade, e a maggio 2017 in tutto il mondo per le versioni PS3, PS4 e PC. L'aggiornamento Rev 2 è stato reso un DLC a pagamento per quelli che hanno acquistato il primo Revelator su PlayStation Store o su Steam. La versione PS4 ne ha anche ricevuto una versione fisica esclusiva su disco.

## Modalità di gioco
Il gioco usa un layout a sei tasti, cinque dei quali responsabili per gli attacchi principali (pugno, calcio, slash, heavy slash e dust) e il sesto per "schernire" l'avversario. Con la pressione simultanea di due o tre tasti, è anche possibile eseguire tecniche aggiuntive. La barra di potenza si riempie (come da tradizione) quando il giocatore riceve danno, ma anche gradualmente in modo automatico; una volta riempita tale barra, il giocatore può eseguire un Psych Burst che rilascia un'esplosione che, nel caso colpisca con successo l'avversario, carica al completo un'altra barra, quella di tensione, che permette al giocatore di eseguire ulteriori mosse speciali.
Il gioco include quattro modalità principali:
- Modalità Rete: permette di disputare incontri (che possono essere classificati) tramite il PlayStation Network.
- Modalità Pratica: contiene l'allenamento standard, un tutorial che insegna i controlli base, una modalità missione che simula situazioni di battaglia, e una modalità sfida incentrata sulle combo.[10]
- Modalità Battaglia: comprende la modalità arcade (dove il giocatore dovrà affrontare otto avversari, e che svela parte della storia una volta conclusa), una modalità versus (la classica modalità dove il giocatore affronta un altro giocatore o l'IA) e una modalità "M.O.M." (ovvero "Medal of Millionaires"), una variante della modalità sopravvivenza standard dove il giocatore ottiene medaglie in base alla sua performance e migliora attraverso un sistema di progressi.
- Modalità Storia: nuova modalità nella serie (e ambientata nell'anno 2187, un anno dopo il predecessore Guilty Gear 2: Overture[11]), presenta una storia completa come un'animazione tipo pellicola divisa in sette capitoli. Il giocatore può mettere in pausa il filmato quando vuole per consultare un glossario dei termini e delle parti di trama presenti nel gioco, tutti descritti nella modalità libreria.

## Personaggi
| Xrd Sign                                                                                                   | Xrd Sign                                                        | Xrd Revelator                                                        | Xrd Rev 2     |
| Classici                                                                                                   | Nuovi                                                           | Xrd Revelator                                                        | Xrd Rev 2     |
| --- | --------------------------------------------------------------- | -------------------------------------------------------------------- | ------------- |
| Axl Low Chipp Zanuff Faust I-No Ky Kiske May Millia Rage Potemkin Slayer Sin Kiske Sol Badguy Venom Zato-1 | Bedman Ramlethal Valentine DLC: Elphelt Valentine Leo Whitefang | Jack-O' Valentine Jam Kuradoberi Johnny Raven DLC: Dizzy Kum Haehyun | Answer Baiken |

## Accoglienza
| Testata                        | Giudizio |
| ------------------------------ | -------- |
| Metacritic (media al 1-8-2015) | 84/100   |
| Destructoid                    | 9/10     |
| Edge                           | 9/10     |
| EGM                            | 8.5/10   |
| GamesRadar+                    | 3.5/5    |
| GamesTM                        | 8/10     |
| GameTrailers                   | 8.5/10   |
| IGN                            | 8.5/10   |
| Joystiq                        | 3.5/5    |
| Play                           | 93%      |
| Hardcore Gamer                 | 4/5      |
| Metro GameCentral              | 8/10     |
| Paste                          | 9/10     |
| USGamer                        | 4.5/5    |

Il gioco ha ricevuto un'accoglienza generalmente favorevole, con un punteggio di 85/100 da parte della Metacritic in base a 23 recensioni; nel 2014, anno in cui è uscito, è stato posto al 16º posto tra i giochi meglio votati per PS4, e al 131° nella storia nel sito. Lo staff di Giant Bomb lo ha scelto come il Gioco dal Miglior Aspetto del 2014, lodandone la "follia poligonale stile anime" ed evidenziando la capacità della telecamera di "rivelare la vera natura del gioco" quando ruota intorno allo scenario durante una mossa speciale. Geoffrey Thew della Hardcore Gamer lo ha eletto il terzo miglior gioco del 2014, commentando che "i personaggi sono vibranti e meravigliosi come ci si doveva aspettare dalla compagnia, e le nuove grafiche vanno oltre la bellezza... ma sono le meccaniche di gioco che si meritano il palco." È stato anche nominato come Miglior Picchiaduro dell'Anno al Game Critics Awards, negli Hardcore Gamer Awards, e nei premi IGN, persi però contro Super Smash Bros. per Wii U in tutti i tre i casi. Nel 2015, Guilty Gear Xrd Sign è stato nominato come Miglior Picchiaduro al The Game Awards 2015, vinto però da Mortal Kombat X.
L'edizione Rev 2 è stata nominata for "Game, Franchise Fighting" al 17° annuale National Academy of Video Game Trade Reviewers.

## Altri media
Il 14 aprile 2014, la Arc System Works ha pubblicato un'extended play contenente le sigle iniziali e finali della versione arcade, "Heavy Day" e "Lily", in versioni standard e karaoke. Il 26 marzo 2015 è invece uscita una colonna sonora di quattro dischi contenente 73 brani musicali, sempre pubblicata dalla Arc System Works. Altri media relativi includono un joystick, action figure, portachiavi, illustrazioni su tazze, e medagliette.